# Smalvoetbuidelmuizen
Smalvoetbuidelmuizen (Sminthopsis) zijn een geslacht van buidelmuizen dat voorkomt in Australië en het zuiden van Nieuw-Guinea. Dit geslacht is het nauwst verwant aan de ningaui's en iets minder nauw aan het geslacht Antechinomys. Met 19 tot 22 soorten is Sminthopsis het grootste geslacht van de buideldieren. Smalvoetbuidelmuizen worden in Australië aangeduid als "dunnarts".

## Kenmerken
Deze vrij kleine buidelmuizen hebben lange, smalle achtervoeten met vijf tenen. De grootste soort, S. virginiae, bereikt een gewicht van ongeveer 75 gram. Kleinere soorten als S. youngsoni worden slechts 7 cm groot en wegen 9 tot 14 gram.

## Leefwijze
Hun gebit is echter anders dan dat van muizen; het heeft geen brede beitels om mee te knagen, maar naaldscherpe tanden. Daarmee worden kleine ongewervelden vermalen waar de dieren van leven, zoals insecten en spinnen, en nu en dan zelfs hagedisjes. De jongen zijn bij de geboorte nauwelijks groter dan rijstkorrels, van enkele soorten is bekend dat ze door de huid kunnen ademhalen. Smalvoetbuidelmuizen leven over het algemeen in vrij droge habitats.

## Onderverdeling
Het geslacht is verdeeld in een aantal groepen van nauw verwante soorten; sommige van deze groepen verschillen zo van de rest van Sminthopsis dat het mogelijk is dat ze als aparte geslachten worden erkend. Deze groepen worden hieronder apart behandeld, behalve de crassicaudata- en granulipes-groepen, die slechts één soort omvatten.

### griseoventer-groep
Deze groep omvat drie soorten: Sminthopsis griseoventer en Sminthopsis boullangerensis uit West-Australië en Sminthopsis aitkeni van Kangaroo-eiland (Zuid-Australië). Het zijn donkere soorten met een dunne staart, die vrij dicht bij de kust leven.

### macroura-groep
Deze groep omvat vijf soorten (bindi, butleri, douglasi, macroura en virginiae) uit het noorden van Australië. S. virginiae komt ook op Nieuw-Guinea voor. Het zijn vrij grote Sminthopis-soorten met een staart die even lang als of iets langer dan de kop-romp is en vaak een donkere streep op het voorhoofd.

### murina-groep
Met zes soorten (archeri, dolichura, fuliginosus, gilberti, leucopus en murina) is dit de grootste groep. De groep komt voor langs de zuid- en oostkust van Australië en in het uiterste zuiden van Nieuw-Guinea. Deze soorten hebben een grijsachtige bovenkant en een witte onderkant (behalve S. archeri).

### psammophila-groep
De vier soorten (hirtipes, ooldea, psammophila en youngsoni) komen voor in de droge binnenlanden van Australië. Ze hebben een geelbruine bovenkant en een witte onderkant. Het gezicht heeft vaak een kleurpatroon, met onder andere een donkere ring om de ogen.

## Soorten
Het geslacht omvat in totaal de volgende soorten:
- Sminthopsis floravillensis (fossiel)

crassicaudata-groep
- Sminthopsis crassicaudata – Dikstaartsmalvoetbuidelmuis (binnenlanden van Australië)

granulipes-groep
- Sminthopsis granulipes (West-Australië)

griseoventer-groep
- Sminthopsis aitkeni (Kangaroo-eiland)
- Sminthopsis boullangerensis (West-Australië)
- Sminthopsis griseoventer (West-Australië)

macroura-groep
- Sminthopsis bindi (noorden van het Noordelijk Territorium)
- Sminthopsis butleri (Noordwest-Australië)
- Sminthopsis douglasi (Noordwest-Queensland)
- Sminthopsis froggatti (Kimberley)
- Sminthopsis macroura (binnenlanden van Australië)
- Sminthopsis nitela (noordelijk Australië)
- Sminthopsis stalkeri (noordelijk Australië)
- Sminthopsis virginiae (Zuid-Nieuw-Guinea en Noord-Australië)

murina-groep
- Sminthopsis archeri (Kaap York en Zuid-Nieuw-Guinea)
- Sminthopsis dolichura (West- en Zuid-Australië)
- Sminthopsis fuliginosus (West-Australië)
- Sminthopsis gilberti (West-Australië)
- Sminthopsis leucopus (Zuidoost-Australië en Noordoost-Queensland)
- Sminthopsis murina – Gewone smalvoetbuidelmuis (Oost-Australië)

psammophila-groep
- Sminthopsis hirtipes (binnenlanden van Australië)
- Sminthopsis ooldea (binnenlanden van Australië)
- Sminthopsis psammophila (zuidelijk Australië)
- Sminthopsis youngsoni (binnenlanden van Australië)